# Die haarsträubende Reise in einem verrückten Bus

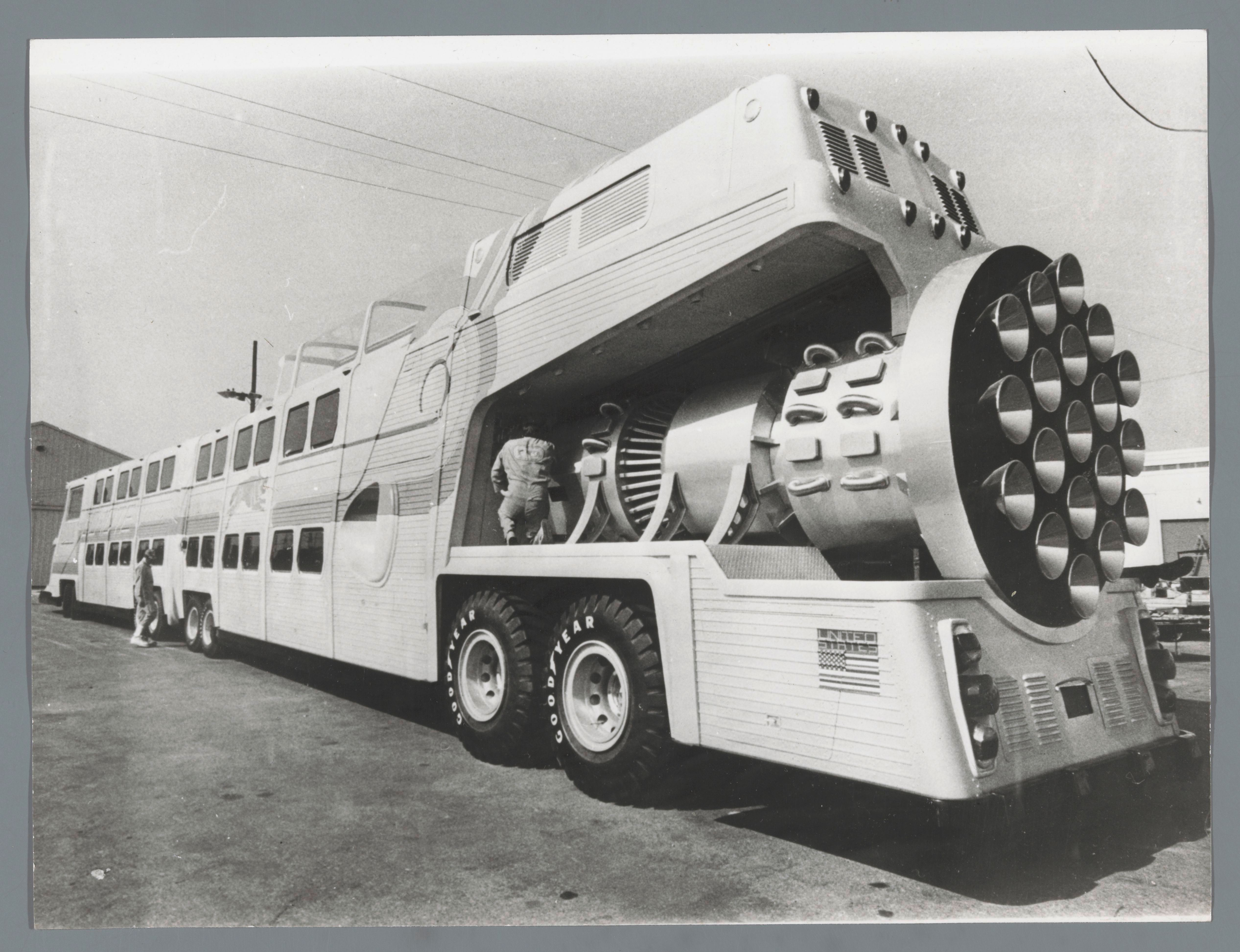
Der Bus

Die haarsträubende Reise in einem verrückten Bus ist eine amerikanische Komödie aus dem Jahr 1976. Der Film von James Frawley (* 1936) persifliert das in den 1970er Jahren aufgekommene Genre des Katastrophenfilms.
Der US-Kinostart war am 23. Juni 1976, in Westdeutschland lief der Film am 22. Oktober desselben Jahres an.

## Handlung
Der für 12 Millionen Dollar von Professor Baxter entwickelte atomkraftgetriebene Superbus Cyclops befindet sich auf seiner Jungfernfahrt von New York nach Denver. An Bord des 75 Tonnen schweren und 35 Meter langen Gelenkdoppeldeckers auf 32 Rädern gibt es eine Kegelbahn, eine Pianobar und sogar einen Swimmingpool. Ein Ironman („Eisenmann“) genannter, in einer Eisernen Lunge lebender Ölmagnat plant von seinem Krankenbett aus, die Jungfernfahrt des Busses von New York nach Denver zu sabotieren. Durch eine Bombe wird der Reaktor schwer beschädigt und blockiert das Bremssystem des Busses, wodurch dieser manövrierunfähig wird. Schließlich bleibt er an einer Steilklippe hängen und kann nur durch das Fluten der Bordküche mittels des Getränkevorrates vor dem Absturz bewahrt werden. Die Stewardess Kitty ist dort gefangen und kann durch die Hauptfigur Dan erst in letzter Sekunde vor dem Ertrinken gerettet werden.
John Beck spielt den Co-Chauffeur „Shoulders“ O’Brien, der diesen Spitznamen seiner Narkolepsie verdankt, die öfters dazu führt, dass er am Steuer einschläft, was so aussieht, als steuerte er den Bus mit den Schultern.

## Kritik
„Eine tempo- und gagreich inszenierte ‚Crazy Comedy‘, die mit sarkastischem Witz insbesondere den in den 70er Jahren gängigen Katastrophenfilm parodiert. Dabei geht es in dieser wildgewordenen Grotesk-Burleske nicht gerade zimperlich zu, wobei auch manch hübsche Idee im Klamauk untergeht.“

„Der Film ist in sich eine Katastrophe ohne die Spur von Witz und Turbulenz, allenfalls für Leute genießbar, die Suppe mit dem Messer schlürfen.“

## Synchronisation
Die deutsche Synchronfassung wurde 1976 von der Berliner Synchron vorgenommen. Das Dialogbuch stammt von Ursula Herwig, die auch die Synchronregie übernahm.
| Rolle              | Originalsprecher    | Synchronsprecher         |
| Dan Torrance       | Joseph Bologna      | Claus Jurichs            |
| Kitty Baxter       | Stockard Channing   | Joseline Gassen          |
| Shoulders O’Brien  | John Beck           | Hans-Werner Bussinger    |
| Eisenmann          | José Ferrer         | Friedrich W. Bauschulte  |
| alte Frau          | Ruth Gordon         | Tina Eilers              |
| Prof. Baxter       | Harold Gould        | Toni Herbert             |
| Camille Levy       | Lynn Redgrave       | Renate Danz              |
| Doktor (Parkplatz) | Larry Hagman        | Randolf Kronberg         |
| Shorty Scotty      | Ned Beatty          | Joachim Kerzel           |
| Claude Crane       | Richard Mulligan    | Dietrich Frauboes        |
| Father Kudos       | René Auberjonois    | Siegfried Grönig         |
| Bush               | Richard B. Shull    | Martin Hirthe            |
| Jack               | Howard Hesseman     | Friedrich Georg Beckhaus |
| Mutter             | Miriam Byrd-Nethery | Wanda Bräuniger          |
| Sybil Crane        | Sally Kellerman     | Barbara Ratthey          |
| Mary Jane          | Mary Wilcox         | Barbara Peters           |
| Alex               | Stuart Margolin     | Michael Chevalier        |
| Goldie             | Vic Tayback         | Reinhard Kolldehoff      |
| Kurtz              | Bob Dishy           | Joachim Röcker           |

## Trivia
- Im Jahr 1975 – also ein Jahr vor Erscheinen des Films – brachte die Firma Neoplan tatsächlich einen Doppeldecker-Gelenkbus auf den Markt; den Jumbocruiser.
- Ein Jahr nach Erscheinen des Films wurde einer dieser realen Busse als rollendes Hotel („Car-o-tel“) ausgebaut, dessen trapezförmige Fenster wie eine Hommage an das filmische Vorbild erscheinen.
- Der Gelenkbus entstand auf vierachsigen LKW-Fahrgestellen. Bis auf den Fahrerraum und die Klavierbar war das Fahrzeug ein kompletter Hohlraum. Da das hintere Fahrzeug nicht mit dem Vorderfahrzeug gelenkt werden konnte, saß im hinteren Teil ein zweiter Fahrer und lenkte nach Anweisungen über Sprechfunk mit. Bei Überführungen zwischen den Drehorten wurden die beiden Fahrzeuge getrennt gefahren.
- Nach den Dreharbeiten wurde der Bus verschrottet.